# Resolução 35 do Conselho de Segurança das Nações Unidas
Resolução 35 do Conselho de Segurança das Nações Unidas, aprovada em 3 de outubro de 1947, pediu que o secretário-geral convocar e organizar a agenda de trabalho para a comissão de três arranjos na Resolução 31 do Conselho de Segurança das Nações Unidas o mais rápido possível.
Foi aprovada com 9 votos, com abstenções da Polônia e a União Soviética.